# Sin instrucciones
Sin instrucciones es una película española de comedia dramática de 2024, dirigida por Marina Seresesky y escrita por Marta Sánchez e Irene Niubó. Es un remake español de la película mexicana de 2013 No se aceptan devoluciones, la cual fue escrita por Guillermo Ríos, Leticia López Margalli y Eugenio Derbez. Está protagonizada por Paco León, Maia Zaitegui y Silvia Alonso. Se estrenó en el Festival de Cine Europeo de Sevilla el 11 de noviembre de 2024, y luego se estrenó en cines españoles el 25 de diciembre de 2024, con distribución de Warner Bros. Pictures España.

## Trama
Leo (Paco León) es un tipo soltero y mujeriego que vive al día en una pequeñísima población de playa en una isla Canaria. Su placentera existencia se ve trastornada cuando llega de Bilbao una de sus antiguas aventuras, Julia (Silvia Alonso), que deja en sus brazos a una bebé de pocos meses asegurando que es su hija, y desaparece abandonando a los dos. Incapaz de cuidar de la bebé y decidido a devolverla a su madre, Leo viaja a Bilbao, pero sus esfuerzos por encontrar a Julia terminan en fracaso. Ocho años después, la niña, Alba (Maia Zaitegi), crece junto a su padre llevando una vida divertida llena de afecto y amor, cuando Julia reaparece en sus vidas con la intención de arrebatar a Leo la custodia de su hija.

## Reparto
- Paco León como Leo
- Maia Zaitegui como Alba
- Silvia Alonso como Julia
- Malcolm Treviño-Sitté como Modu
- Yalene Sierra como Elisa
- Amber Shana Williams como Sali
- Elvira Cuadrupani como la abogada de Julia
- Younes Bachir como Yusuf, el abogado de Leo
- Gorka Aguinagalde
- Marta Viera como Isa
- Luifer Rodríguez como Darío

## Producción
A finales de enero de 2024, se anunció que el rodaje de un remake español de la película mexicana de 2013 No se aceptan devoluciones, titulado Sin instrucciones, había comenzado en Bilbao. Marina Seresesky fue confirmada como la directora del proyecto, el cual contaría con Paco León, Silvia Alonso, Amber Shana Williams, Malcolm Treviño-Sitté y Maia Zaitegui como protagonistas. El rodaje de la película tuvo lugar en varias localizaciones de Bilbao y Vizcaya en febrero de 2024, y continuó en marzo de 2024 en varias localizaciones de Gran Canaria. El presupuesto total de Sin instrucciones es de 2.7 millones de euros, incluyendo 1.2 millones de euros procedentes de las ayudas generales del ICAA.

## Lanzamiento y marketing
El 31 de agosto de 2024, Warner Bros. Pictures España lanzó el primer tráiler de Sin instrucciones y programó su estreno en cines españoles para el 25 de diciembre de 2024. El 15 de octubre de 2024, se anunció que la película tendría su estreno mundial en el Festival de Cine Europeo de Sevilla el 11 de noviembre de 2024. El 11 de diciembre de 2024, Warner Bros. Pictures España lanzó el tráiler final de la película.